# Listă de codecuri
Aceasta este o listă de codecuri, clasificată după tipul de date comprimat.

## Codecuri Audio

### Formate fără compresie
- AIFF
- RIFF
  - WAV - Microsoft formatul "wave"  (formatul suportă compresia, dar nu este folosită prea des)

### Compresia datelor fără pierderi de informație
- Apple Lossless
- Audio Lossless Coding (MPEG-4 ALS)
- Direct Stream Transfer (DST)
- Codec Audio Gratuit Fără Pierderi (FLAC)
- LA (Lossless Audio)
- Lossless Predictive Audio Compression
- Lossless Transform Audio Compression (LTAC)
- Meridian Lossless Packing (MLP)
- Monkey's Audio (APE)
- OptimFROG
- RealAudio Loseless
- RKAU (RK Audio)
- Shorten (SHN)
- True Audio free lossless codec (TTA)
- WavPack
- Windows Media Audio 9 Lossless

### Compresia datelor cu pierderi de informație
- General (rată de biți medie spre mare)
  - ADPCM
  - AAC Advanced Audio Coding (MPEG-2 și MPEG-4)
  - AAC+
  - ADX
  - ARDOR (Adaptive Rate-Distortion Optimised sound codeR)
  - ATRAC Adaptive TRansform Acoustic Coding (Folosit în dispozitivele MiniDisc)
  - Dolby Digital (A/52, AC3)
  - DTS (DTS Coherent Acoustics)
  - FORtune
  - MP1 (MPEG audio layer-1)
  - MP2 (MPEG audio layer-2) Layer 2 audio codec (MPEG-1, MPEG-2 și non-ISO MPEG-2.5)
  - MP3 (MPEG audio layer-3) Layer 3 audio codec (MPEG-1, MPEG-2 și non-ISO MPEG-2.5)
  - Musepack
  - Perceptual Audio Coding
  - QDesign
  - TwinVQ
  - Vorbis
  - WMA (Windows Media Audio)
- Voie (rată de biți mică, optimizat pentru vorbit)
  - AMR
  - AMBE
  - CELP
  - DSS
  - EVRC
  - FS-1015 (LPC-10)
  - FS-1016 (CELP)
  - G.711 (a-law și mu-law/u-law)
  - G.722.1
  - G.722
  - G.723.1
  - G.723 (Înlocuit de G.726)
  - G.726 (ADPCM)
  - G.728 (LD-CELP)
  - G.729 (CS-ACELP)
  - G.729a
  - GSM
  - HILN (MPEG-4)
  - iLBC
  - IMBE
  - iSAC
  - QCELP
  - Relaxed Code Excited Linear Prediction (RCELP)
  - SMV
  - Speex, licență liberă
  - VSEL

## Codecuri text
- Ogg Writ

## Codecuri video
AVI (Audio Video Interleave), format container folosit de codecuri.

### Codecuri fără pierderi de informație
- CorePNG
- H.264 Implementat prin x264
- Huffyuv
- Lagarith
- LCL
- MSU Lossless Video Codec
- TSCC TechSmith Screen Capture Codec

### Codecuri cu pierderi de informație
- Audio Video Standard (AVS)
- Cinepak
- Dirac
- FORlive
- H.261
- H.263
- H.263v2
- H.264, cunoscut și ca MPEG-4 Advanced Video Coding (AVC)
  - MainConcept
  - Nero Digital
  - QuickTime H.264
  - Sorenson AVC Pro codec
  - Vanguard Software Solutions
  - x264
- Indeo 3/4/5
- KVCD
- MJPEG
- MPEG-1 Video
- MPEG-2 Video
- MPEG-4 Advanced Simple Profile Video
  - 3ivx
  - DivX
  - XviD
- MPEG-4 Advanced Video Coding același cu H.264
- On2 Technologies VP3, VP6, VP7
- Pixlet
- RealVideo
- Tarkin
- Theora
- VC-1
- Windows Media Video
  - ASF (Parte a Windows Media Series)
  - WAX (Parte a Windows Media Series)